# Liste der Monuments historiques in Mecquignies
Die Liste der Monuments historiques in Mecquignies führt die Monuments historiques in der französischen Gemeinde Mecquignies auf.

## Liste der Bauwerke
| Bezeichnung      | Beschreibung | Standort | Kennzeichnung | Schutzstatus | Datum | Bild           |
| ---------------- | ------------ | -------- | ------------- | ------------ | ----- | -------------- |
| Kirche St-Achard |              | (Lage)   | PA00107751    | Inscrit      | 1934  | weitere Bilder |